# Maksimilijan Vrhovac
Maksimilijan Vrhovac (ungerska: Verhovácz Miksa), född 23 november 1752 i Karlovac, död 16 december 1827 i Zagreb, var biskop av Zagreb, då en provinshuvudstad i kejsardömet Österrike. Han var en av de ideologiska arkitekterna bakom den kroatiska nationella väckelsen, även kallad illyrism. I Kroatien är Vrhovac ihågkommen för sitt outtröttliga arbete med att samla landets andliga skatter och sprida tillgången på böcker och litteratur till allmänheten.

## Biografi
Vrhovac föddes 1752 i Karlovac. Hans far Elek Verhovácz var kapten och tjänstgjorde vid Militärgränsen. Vrhovac lämnade en militär yrkesbana för att istället ägna sig åt filosofi- och teologistudier i Wien och Bologna. Efter avslutade studier blev han prorektor och senare rektor vid seminariet i Zagreb samt professor i dogmatik vid akademin i Zagreb. 
Kejsaren Josef II utsåg honom till rektor för seminariet i Pest innan han återvände till Zagreb. I Pest hade Vrhovac kommit i kontakt med den politiska eliten och han hade tagit intryck av den ungerska nationella väckelsen. När han på hemmaplan utsågs till biskop av Zagreb ökade hans inflytande på det politiska och kulturella livet i Kroatien. 
Vrhovac engagerade sig i politiska frågor. Han motsatte sig att ungerska skulle ersätta latinet som officiellt språk i formella sammanhang. Vidare öppnade han ett eget tryckeri som gav ut böcker, kalendrar och annat material på kroatiska. Han ägnade sig även åt att samla äldre böcker och skapade efter hand ett bibliotek rikt på historisk litteratur. Vrhovac finansierade även det första allmänna sjukhuset i Zagreb och anlade Maksimirparken som var tänkt att bli en plats för vila och rekreation för allmänheten. Sedan Venedig förlorat kontrollen över sina besittningar i Dalmatien förordnade han en förening av Kroatien och Dalmatien.   
Sedan Vrhovac drabbats av ett slaganfall avled han 1827 i Zagreb.

### Fotnoter
1. ↑  hrt.hr Arkiverad 30 mars 2010 hämtat från the Wayback Machine. Kroatiska televisionen – officiell webbplats